# Bet din
Bet din: tribunal religios (rezolva în trecut cel putin disputele din interiorul comunitătii evreiești; în Israel rămâne o autoritate majoră și astăzi; sistemul e imperfect fiindcă poate favoriza pe evreii religioși și pentru că aplică reguli biblice care nu au fost modernizate în nici un fel de mii de ani).